# Дойнеко, Филипп Петрович
Филипп Петрович Дойнеко (29 ноября 1916, Дуброва, Минская губерния — 13 февраля 1979) — советский хозяйственный, государственный и политический деятель, Герой Социалистического Труда.

## Биография
Родился 29.11.1916 года в деревне Дуброва (БССР, Полесская область, Паричский район). Член ВКП(б) с 1939 года.
Участник Великой Отечественной войны, политрук роты, командир группы, комиссар отряда, комиссар партизанской бригады им. А. Невского. С 1944 года — на хозяйственной, общественной и политической работе. В 1944—1976 гг. — на партийной работе в Гродненском и Мостовском райкомах КП Белоруссии, первый секретарь Гродненского райкома КП Белоруссии, заведующий отделом сельского хозяйства Гродненского обкома КП Белоруссии
Указом Президиума Верховного Совета СССР от 22 марта 1966 года присвоено звание Героя Социалистического Труда с вручением ордена Ленина и золотой медали «Серп и Молот».
Избирался депутатом Верховного Совета Белорусской ССР 6-го и 7-го созывов.
Умер 13 февраля 1979 года в г. Гродно.